# Дейзел
Дейзел (нід. Duizel) — село в нідерландській провінції Північний Брабант. Входить до муніципалітету Ерсел.
Його площа становить 6,54 км², а населення станом на 2021 рік складало 2 000 осіб.

## Галерея

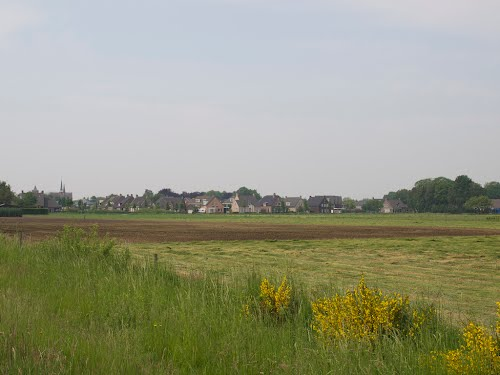
Панорама села
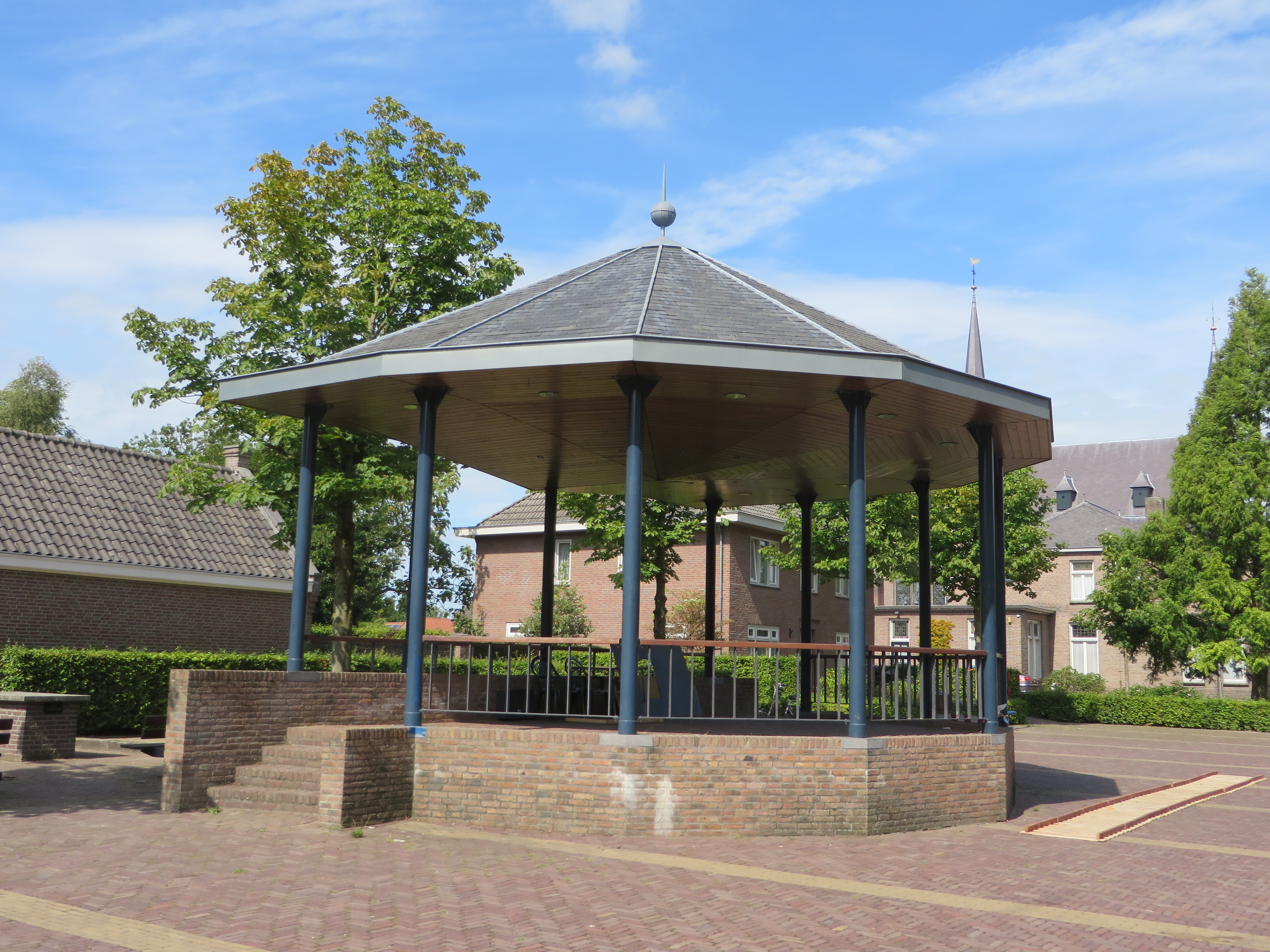
Естрада у селі
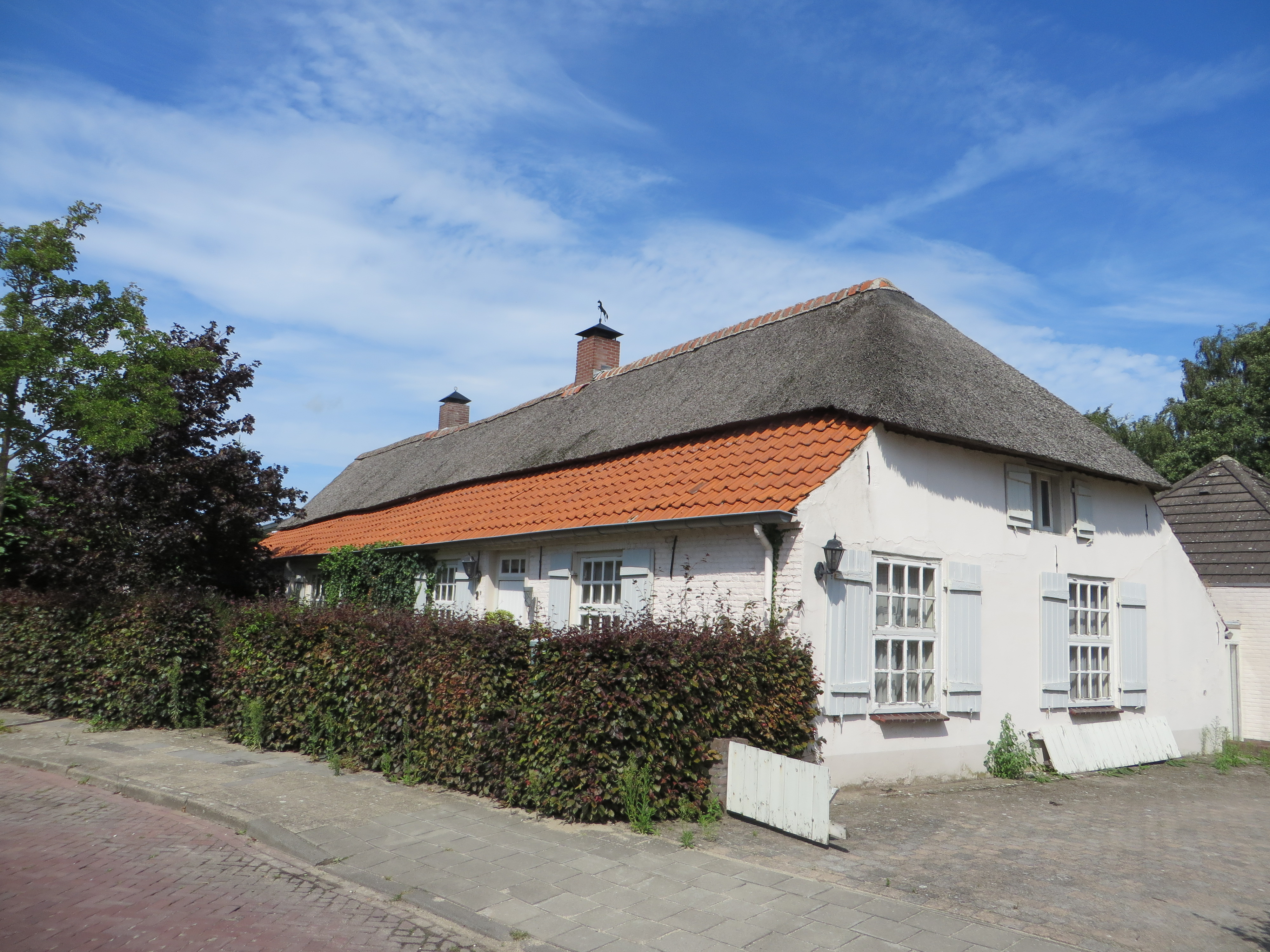
Будинок у Дейзелі
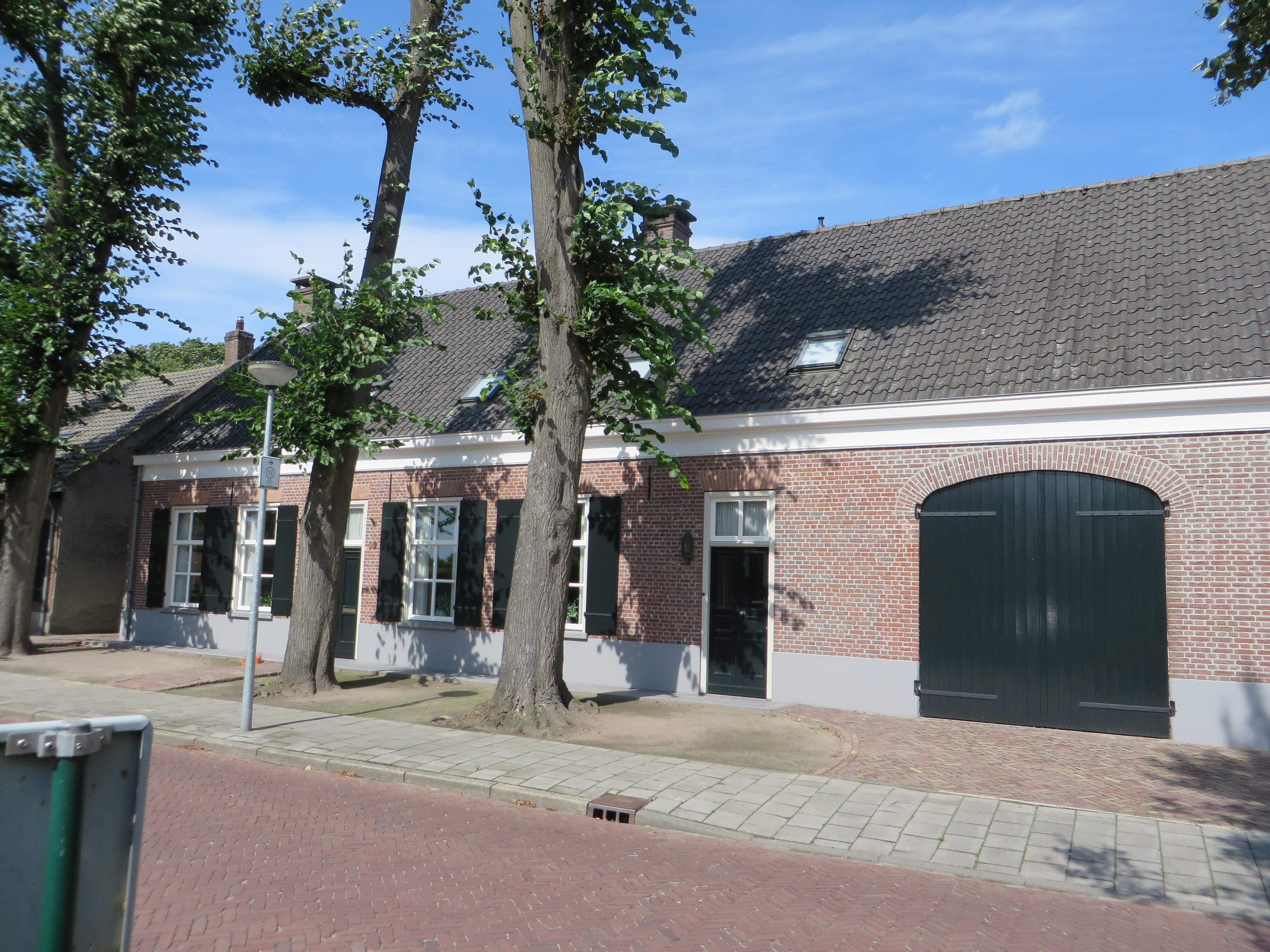
Будинок у Дейзелі